# جبل ميكا
جبل ميكا هو قُنة يبلغ ارتفاعها 8668 قدمًا (2642 مترًا) تقع في منطقة جبال رينكون في منتزه ساغوارو الوطني في مقاطعة بيما، أريزونا، على بعد قرابة 20 ميلاً (32 كم) شرق توكسون. وهي أعلى نقطة في المنتزه وأعلى نقطة في جبال رينكون.